# Винокуров-Чагылган, Илья Дорофеевич
Илья Дорофеевич Винокуров-Чагылган (псевдоним якут. Чаҕылҕан; 31.7.1914 — 9.9.1952) — якутский советский поэт.
Перевел на якутский язык стихи Шевченко: «У всякого своя судьба», «Завещание» (оба 1939) и «Огни горят, музыка играет» (1951) помещенные в периодике.
Переводы поэм «Сон», «Кавказ», «Петрусь» и стихотворения «Хотя лежачего не бьют» напечатаны в якутском альманахе «Художественная литература» (Книга 2, Якутск, 1939).
Вступление в песне «Причинная» — «Ревет и стонет Днепр широкий» вместе с другими переводами произведений Шевченко перепечатаны в сборнике «Писатели Украины» (Якутск, 1954).